# Пономарёв, Рашид Гарифович
Раши́д Гари́фович Пономарёв (тат. Rəşit Ğarif uğlı Ponomarev, Рәшит Гариф улы Пономарев; 1 марта 1919, Казань — 14 декабря 1998, там же) — советский и российский шахматный композитор, один из основоположников шахматной композиции в Татарстане и СССР.

## Биография
В 1936 году с отличием окончил среднюю школу в Казани, а затем учился в МВТУ им. Баумана в Москве.
Многие годы проработал инженером-конструктором на одном из Казанских предприятий. Являлся одним из разработчиков знаменитого танка Т-34.
Супруга — Роза Зиганшиновна (Зиганшевна) Пономарёва (р. 3.07.1922), три дочери, внуки.
Р. Пономарёв очень любил людей и щедро делился накопленным жизненным и спортивным опытом, делал всё возможное для популяризации и развития шахматной композиции в Республике Татарстан и мире. Регулярно выступал с лекциями, докладами, консультировал молодых проблемистов. Опубликовал статьи по теории и практике любимого им вида спорта.

## Достижения
Был победителем многочисленных всероссийских и международных соревнований.
Вице-чемпион I Всесоюзного турнира проблемистов (1939—1940) в знаменитом звёздном составе: С. Левман, А. Корепин, Р. Пономарев, З. Бирнов, В. Брон и с великолепным, выдающимся трио судей-проблемистов — М. Барулин, А. Гуляев, В. Шиф.
Шахматные произведения казанского проблемиста включены в золотой фонд композиции — Альбомы ФИДЕ.

## Воспоминания
Воспоминания Рашида Гарифовича о творческом пути в шахматный мир.

Первая моя шахматная задача появилась в печати в 1936 году, когда я окончил с отличием среднюю школу в г. Казани и дерзнул поступить в МВТУ им. Баумана. Благо, отличникам не надо было сдавать экзамены. А это высшее техническое училище было и в то время весьма престижным.
Моя задача была опубликована в журнале «Смена», где редактором раздела «Шахматная композиция» был Михаил Михайлович Барулин, выдающийся шахматный композитор, мастер спорта, изобретатель белых комбинаций. Комментарий редактора заканчивался словами: «Автор задачи начинающий и несомненно способный проблемист». Такая оценка меня вдохновила. И на второй международный конкурс журнала «Смена», проведенный в следующем 1937 году, я, разумеется, отправил целую «батарею» задач.
И хотя впервые две мои задачи были удостоены почетного и похвального отзывов на фоне колоссального успеха по количеству соревнующихся задач — 519 в области двухходовок. В следующих 1938—1939 годах более десятка моих задач получили почётные и похвальные отзывы, призы, а две трехходовки были включены в Альбом ФИДЕ за 1914—1944 годы (№ 2).
В послевоенный период в моей творческой деятельности наступил более чем тридцатипятилетний перерыв. Это было связано с домашним устройством (женитьбой, рождением дочерей) и работой на производстве.
Благодарен председателю комиссии по шахматной композиции Татарстана Станиславу Кабировичу Галиакберову, коллегам, семье, всем, кто способствовал моему возвращению в строй шахматных композиторов.
В этот период я увлёкся неортодоксальными задачами (обратные маты, кооперативные маты), сказочными задачами (цирце, камикадзе, ингул, решётчатая доска и др.). За время работы над шахматными композициями с 1936 по 1993 год составил 206 задач, отличий удостоено 57 работ.

## О человеке
Он был интеллигентным и очень скромным человеком.
Он подарил людям ещё одну радость — возможность наслаждаться истинными произведениями шахматного искусства. На трудах казанского мастера будет учиться ещё не одно поколение проблемистов мира. Его композициям жить вечно.

Из книги Ярош Л. В. «Поле чудес — 64».